# Fiddler on the Roof (film)
Fiddler on the Roof is een Amerikaanse muziekfilm uit 1971 onder regie van Norman Jewison. De film werd genomineerd voor acht Oscars en won daarvan die voor beste camerawerk, beste muziek en beste geluid. Daarnaast won Fiddler on the Roof onder meer twee Golden Globes. De film is een adaptatie van de gelijknamige musical.

## Verhaal
In het begin van de 20e eeuw woont de Joodse melkboer Tevje met zijn vrouw en vijf dochters in het Russische dorpje Anatevka. De plaatselijke koppelaarster heeft nog steeds geen bruidegoms gevonden voor zijn dochters. Tevje heeft het daarom niet breed.

## Rolverdeling
| Acteur              | Personage   | Opmerking                      |
| ------------------- | ----------- | ------------------------------ |
| Topol               | Tevje       |                                |
| Norma Crane         | Golde       | Tevyes vrouw                   |
| Molly Picon         | Yente       | koppelaarster                  |
| Rosalind Harris     | Tzeitel     | oudste dochter                 |
| Paul Mann           | Leiser Wolf | dingt naar de hand van Tzeitel |
| Leonard Frey        | Mottel      | Tzeitels man                   |
| Michele Marsh       | Hodol       | tweede dochter                 |
| Paul Michael Glaser | Perchik     | Hodols man                     |
| Neva Small          | Chawa       | derde dochter                  |
| Ray Lovelock        | Fjedka      | Chawa's man                    |
| Candy Bonstein      | Bielke      | vierde dochter                 |
| Elaine Edwards      | Sjprintze   | vijfde dochter                 |
| Shimen Ruskin       | Mordcha     |                                |
| Zvee Scooler        | Rabbijn     |                                |
| Louis Zorich        | Dorpsagent  |                                |

## Filmmuziek
1. Tradition
2. Matchmaker, matchmaker
3. If I were a rich man
4. Sabbath prayer
5. To life
6. Miracle of miracles
7. Tevye's dream
8. Sunrise, sunset
9. Bottle dance
10. Now I have everything
11. Do you love me?
12. Far from the home I love
13. Little bird, little Chavale
14. Anatevka